# Wilhelm Gentz
Wilhelm Karl Gentz, född 9 december 1822 i Neuruppin, död 23 augusti 1890 i Berlin, var en tysk målare.
Gentz fick sin utbildning i Berlins konstakademi och gjorde därefter resor i Spanien, Egypten och Turkiet. Hans resedagbok trycktes 1853. Han studerade sedan i Paris. Gentz räknas som en av Tysklands främsta skildrare av Orienten. Han blev 1874 ledamot av Berlins konstakademi.

## Verk (i urval)
- Slavmarknad i Assuan (1852)
- Marknad i Kairo (1870)
- Afton vid Nilen (1870)
- Byskola i övre Egypten (1872)
- Ormtjusare (1872)

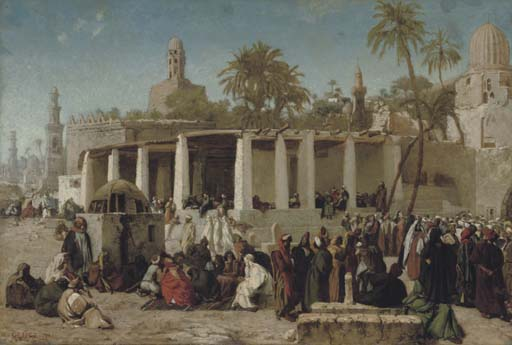
Församling framför kalifernas gravar, Kairo. 1861.

- Tyske kronprinsens intåg i Jerusalem, 4 november 1869 (1876)
- Dödsfest vid Kairo
- Judisk påminnelsefest i Algeriet
- Slavtransport i öknen